# Костакыр
Костакыр (каз. Қостақыр, до 2008 г. — 60 лет Казахстана) — село в Жетысайском районе Туркестанской области Казахстана. Входит в состав Енбекшинского сельского округа. Код КАТО — 514445600.

## Население
В 1999 году население села составляло 433 человека (222 мужчины и 211 женщин). По данным переписи 2009 года, в селе проживало 346 человек (177 мужчин и 169 женщин).